# 山代二子塚古墳
山代二子塚古墳（やましろふたごづかこふん）は、島根県松江市山代町にある古墳。形状は前方後方墳。山代・大庭古墳群を構成する古墳の1つ。国の史跡に指定されている（指定名称は「山代二子塚」）。

## 概要
| 古墳名         | 墳形       | 埋葬施設    | 築造時期    | 史跡指定 |
| -------------- | ---------- | ----------- | ----------- | -------- |
| 大庭鶏塚古墳   | 造出付方墳 | 不明        | 6c前半-中葉 | 国の史跡 |
| 山代二子塚古墳 | 前方後方墳 | 横穴式石室? | 6c中葉-後半 | 国の史跡 |
| 山代方墳       | 方墳       | 石棺式石室  | 7c初頭      | 国の史跡 |
| 山代原古墳     | 方墳       | 石棺式石室  | 7c前半      | なし     |

島根県東部、松江市南郊の茶臼山西麓の微高地（乃木段丘）上に築造された大型前方後方墳である。大庭鶏塚古墳・山代方墳・山代原古墳とともに、大型後期古墳群である山代・大庭古墳群を形成する。1908年（明治41年）に後方部墳丘が削平され、1925年（大正14年）の『島根縣史』に全国で初めて「前方後方墳」の名称とともに記述されているほか、1990年度（平成2年度）以降に発掘調査が実施されている。
墳形は前方後方形で、前方部を西南西方向に向ける。墳丘は2段築成。墳丘外表では上段にのみ葺石が認められるほか、円筒埴輪・形象埴輪（四つ足動物脚部）・須恵器（出雲型子持壺、伝世品に有蓋高坏）が出土している。墳丘周囲には長方形の周溝・外堤が巡らされており、周溝の幅は約5-7メートルを測り、周溝を含めた規模としては長さ約104メートル・幅約70メートル、外堤を含めた規模としては長さ約150メートルにおよぶ。埋葬施設は未調査のため明らかでないが、墳丘断面の地中レーダー探査によれば横穴式石室と推測され、石室全長10メートルにおよぶ大型石室と見積もられる。副葬品は詳らかでない。
築造時期は、古墳時代後期の6世紀中葉または後半（山陰須恵器編年II期新段階-III期古段階）頃と推定される。山代・大庭古墳群の他の古墳とともに、出雲地方東部の最高首長墓に位置づけられるとともに、「前方後方墳」という名称が初めて使用された学史上としても重要な古墳である。
古墳域は1924年（大正13年）に国の史跡に指定されている。現在では史跡整備のうえで公開されている。

## 遺跡歴
- 1908年（明治41年）、陸軍歩兵第63連隊の松江市津田村古志原への移転に伴い、射撃練習場等の施設設置の際に後方部墳丘東半の削平。
- 1924年（大正13年）12月9日、「山代二子塚」として国の史跡に指定（大庭鶏塚古墳と同時）[8]。
- 1925年（大正14年）、旧『島根縣史』第4巻に記載。野津左馬之助が全国で初めて「前方後方墳」の名称使用。
- 1980-1981年（昭和55-56年）、墳丘測量調査（島根大学法文学部考古学研究室、1983年に報告）。
- 1990-1991年度（平成2-3年度）、史跡整備事業に伴う範囲確認調査：第1・2次調査（島根県教育委員会、1992年に報告）[9]。
- 1994-1995年度（平成6-7年度）、史跡整備事業に伴う範囲確認調査：第3・4次調査（島根県教育委員会、1996年に報告）。
- 1996-1997年度（平成8-9年度）、史跡整備事業：後方部東半復元・墳丘盛土土層見学施設整備（島根県教育委員会、2001年に報告）[3]。
- 1998年（平成10年）3月、古墳南側にガイダンス山代の郷が開館[3]。
- 2000年度（平成12年度）、土地買い上げ後の環境整備工事に伴う発掘調査（島根県教育委員会、2001年に報告）[10][3]。
- 2017年（平成29年）2月9日、史跡範囲の追加指定[8]。

## 墳丘

後方部墳丘断面オルソ画像右半に横穴式石室推定輪郭線。

墳丘の規模は次の通り。
- 古墳総長
  - 外堤を含めた古墳全体の規模：長さ約150メートル[3]
  - 周溝を含めた古墳全体の規模：長さ約104メートル、幅約70メートル[4]
- 墳丘長：推定復元94メートル
- 後方部
  - 長さ：推定復元57メートル
  - 幅：53メートル
  - 高さ：約8メートル
- くびれ部
  - 幅：約33メートル
- 前方部
  - 幅：約55メートル

後方部は明治期に3分の1が削平されているが、現在は復元され、墳丘盛土土層見学施設が整備されている。墳丘周囲に巡らされた周溝は、後方部南辺で墳丘南側に大きく張り出しており、何らかの施設の存在を示唆する。

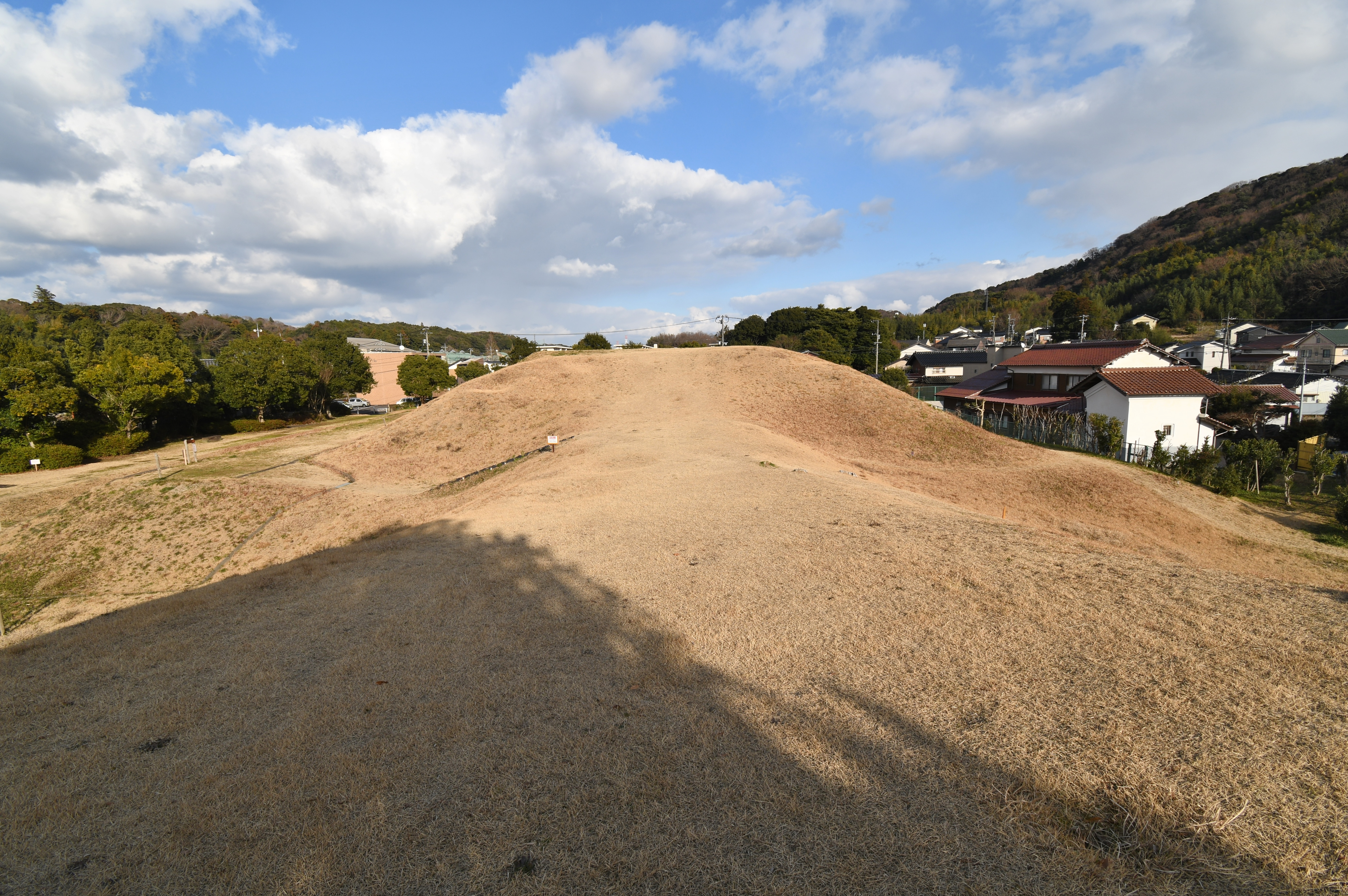
前方部から後方部を望む
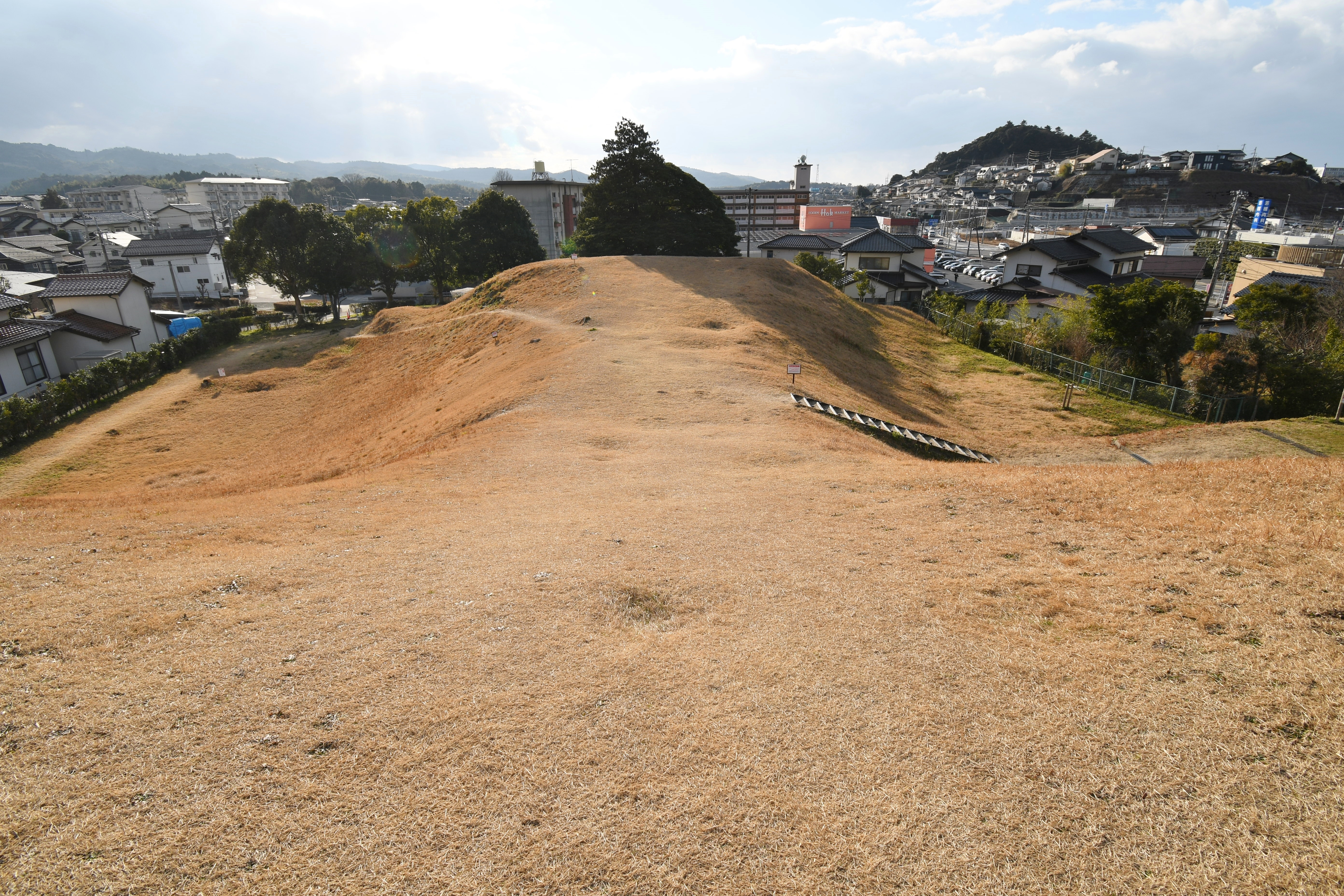
後方部から前方部を望む
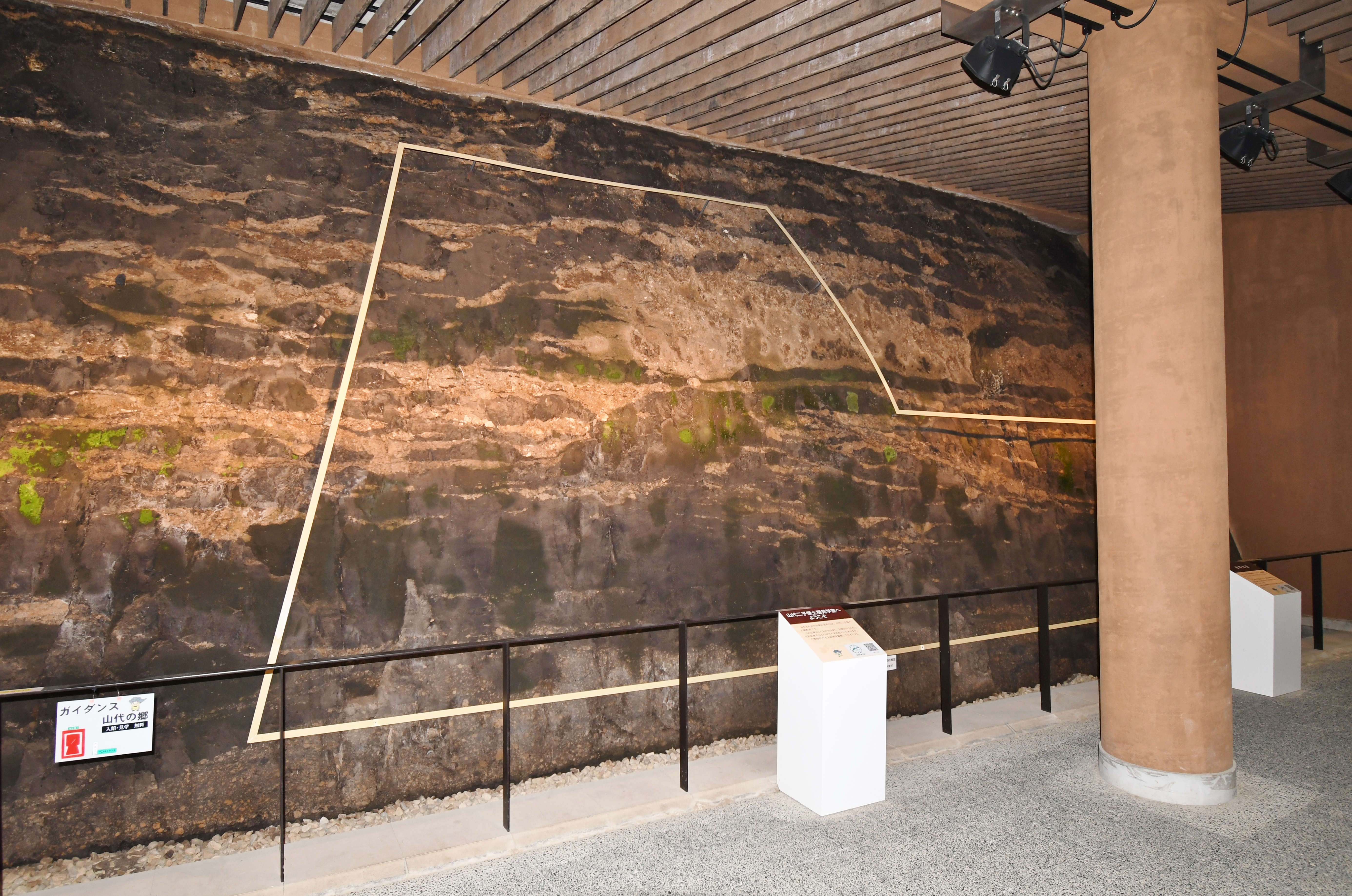
後方部墳丘断面
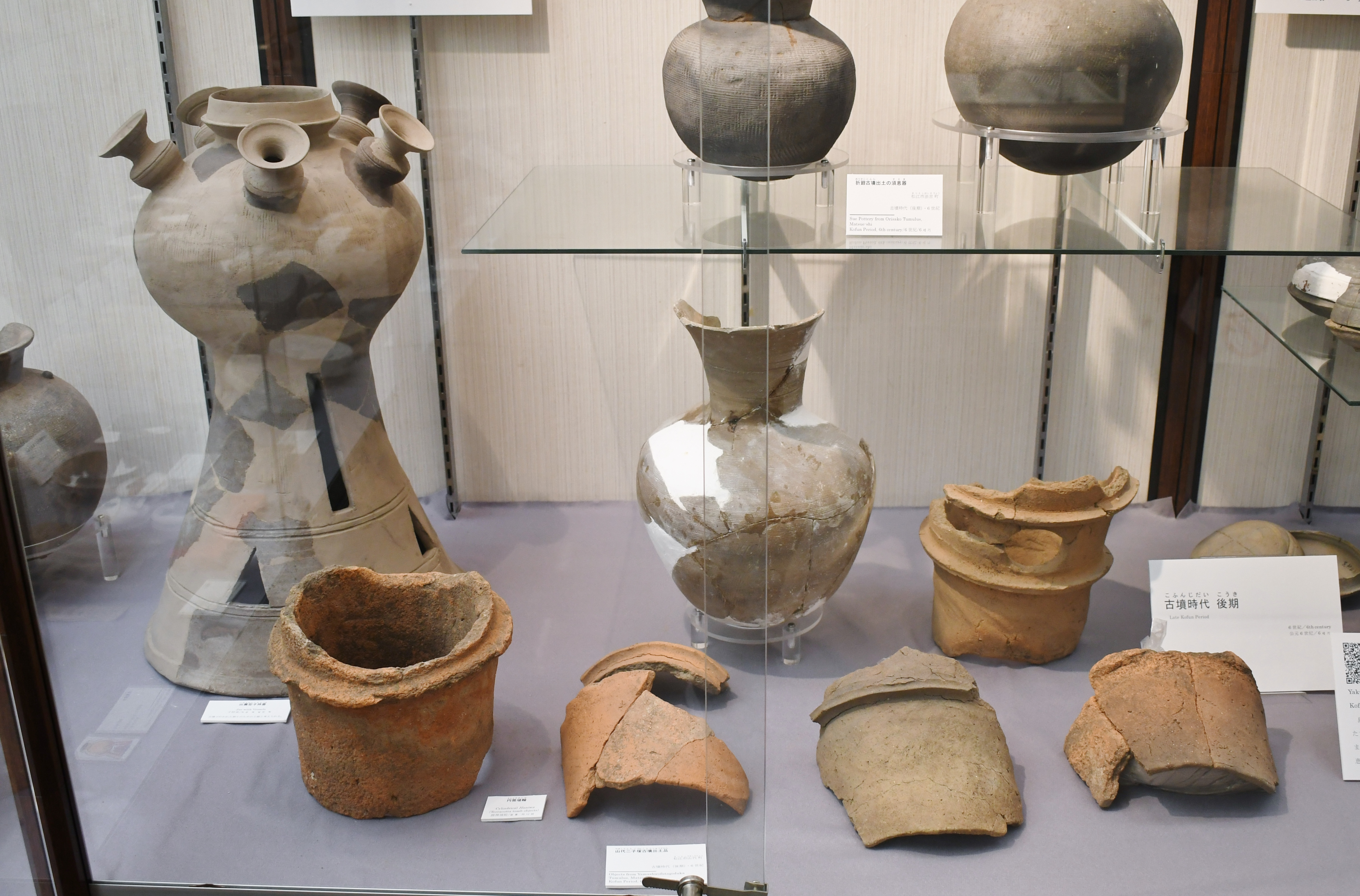
出土品 島根大学総合博物館アシカル展示。
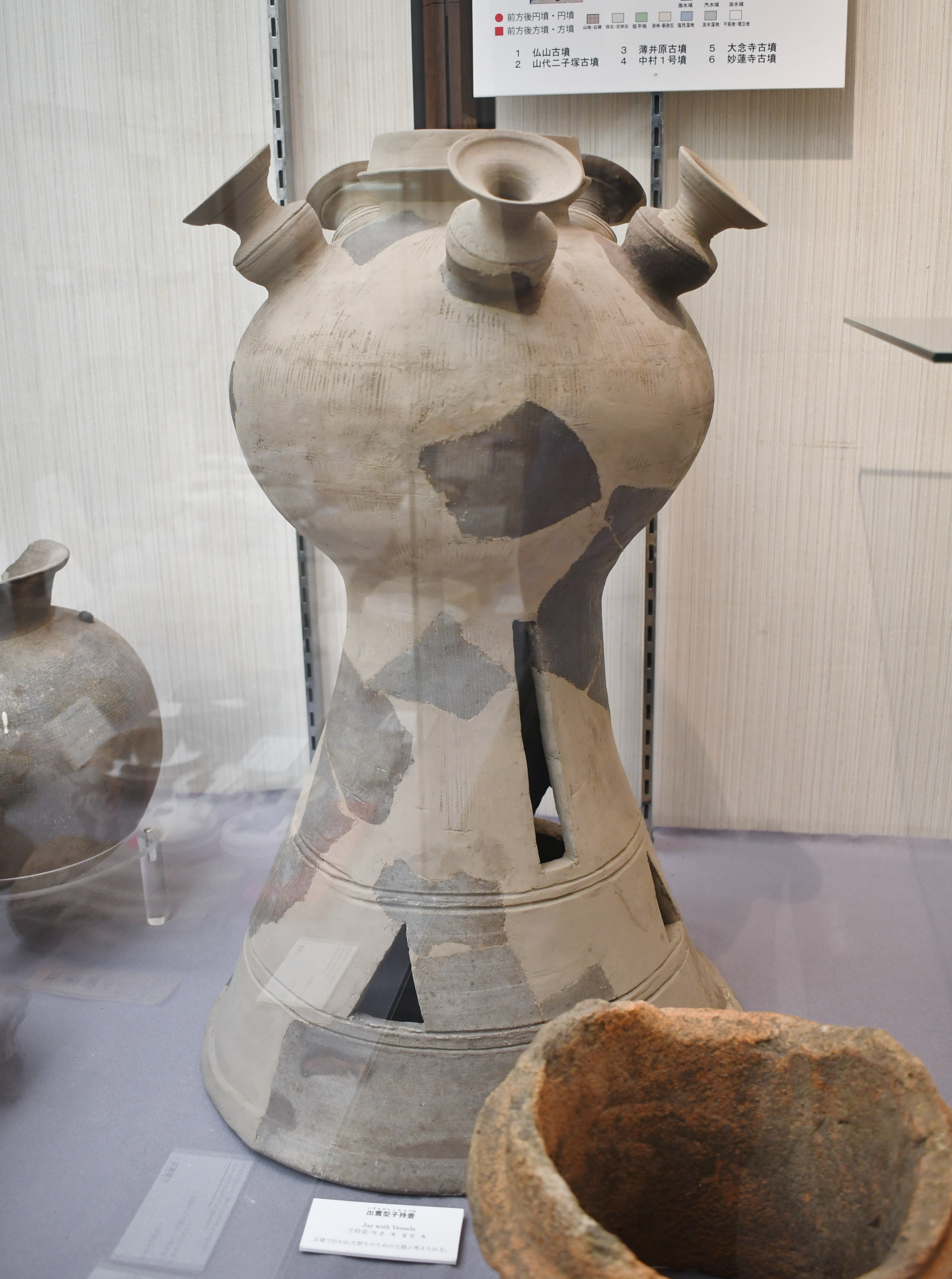
出雲型子持壺 島根大学総合博物館アシカル展示。
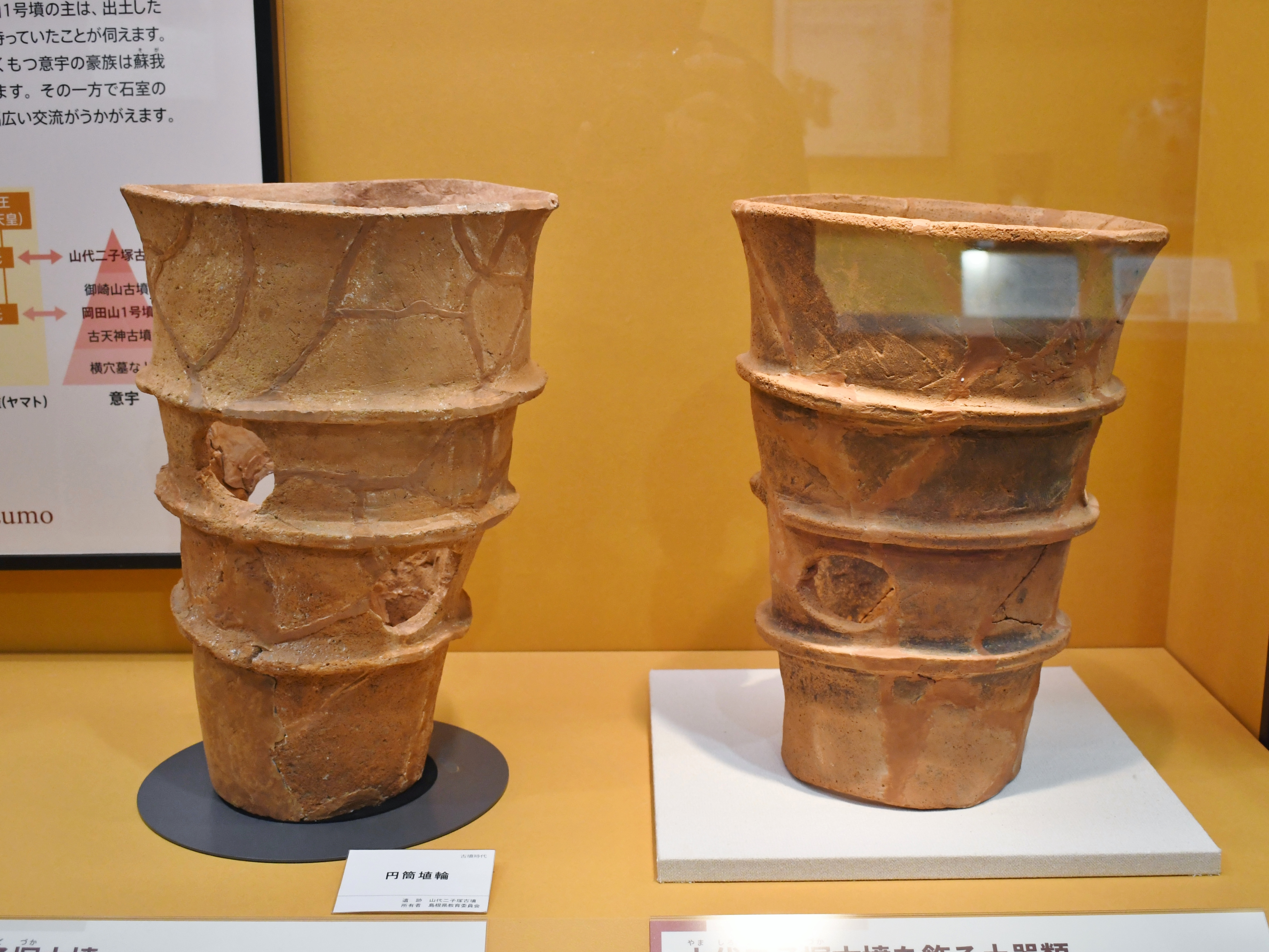
円筒埴輪 島根県立八雲立つ風土記の丘展示学習館展示。

## 埋葬施設
埋葬施設は明らかでないが、後方部の墳丘断面における地中レーダー探査によれば、横穴式石室の存在が推測される。石室の規模は、全長10メートル・高さ4.5メートル程度と見積もられ、長大な石室となる可能性がある。

## 文化財

### 国の史跡
- 山代二子塚 - 1924年（大正13年）12月9日指定、2017年（平成29年）2月9日に史跡範囲の追加指定[8]。

## 関連施設
- ガイダンス山代の郷（松江市大庭町）
- 島根県立八雲立つ風土記の丘展示学習館（松江市大庭町） - 山代二子塚古墳の出土品を展示。
- 島根大学総合博物館アシカル（松江市西川津町） - 山代二子塚古墳の出土品を展示。

## 関連文献
（記事執筆に使用していない関連文献）
- 「山代二子塚」『島根の文化財』 第3集、島根県教育委員会、1963年。 - リンクは奈良文化財研究所「全国文化財総覧」。
- 渡辺貞幸「松江市山代二子塚古墳をめぐる諸問題 -測量調査の成果と今後の課題-」『山陰文化研究紀要』第23号、島根大学、1983年3月、213-242頁。 - リンクは島根大学学術情報リポジトリ。
- 『風土記の丘地内遺跡発掘調査報告XI -山代二子塚古墳 付：東百塚山古墳群-』島根県教育委員会、1996年。